# Конституция Республики Дагестан
Конституция Республики Дагестан — основной закон Республики Дагестан в составе Российской Федерации.
В настоящее время действует редакция с изменениями от 12 октября 2005 года, 4 апреля и 8 декабря 2006 года, 7 октября 2008 года, 3 февраля 2009 года, 5 апреля 2010 года.
Состоит из:
- преамбулы: «Мы, многонациональный народ Республики Дагестан - составная часть многонационального народа Российской Федерации, исторически объединившегося в единое государство, сознавая ответственность за сохранение единства Дагестана, гражданского мира и согласия, выражая приверженность идеалам социальной справедливости, демократии и правового государства, признавая приоритет прав и свобод человека и гражданина, исходя из общепризнанных принципов равноправия и самоопределения народов, стремясь к становлению гражданского общества и созданию благоприятных условий для свободного развития всех дагестанцев, принимаем Конституцию Республики Дагестан»;
- 11 глав, разделенных на 105 статей. Последняя глава «Заключительные и переходные положения» не имеет разделения на статьи.

## Историческая справка
Конституция Республики Дагестан принята в 2003 году. В неё было внесено около 10 поправок, последние из которых касались порядка избрания главы Дагестана. Конституция полностью соответствует федеральному законодательству. Её текст опубликован на территории республики.